# تسونیو واسیلف
تسونیو واسیلف (بلغاری: Цoньo Димитpoв Вacилeв؛ ۷ ژانویهٔ ۱۹۵۲ – ۲ ژوئن ۲۰۱۵) بازیکن فوتبال اهل بلغارستان بود.
از باشگاه‌هایی که در آن بازی کرده‌است می‌توان به باشگاه فوتبال اتنیکوس اچنا و باشگاه فوتبال زسکا صوفیه اشاره کرد.
وی همچنین در تیم ملی فوتبال بلغارستان بازی کرده‌است.